# Cyrus Gray
Cyrus Danall Gray (DeSoto, 18 novembre 1989) è un giocatore di football americano statunitense che gioca nel ruolo di running back per i Kansas City Chiefs della National Football League (NFL). Fu scelto nel corso del sesto giro (182º assoluto) del Draft NFL 2012 dai Chiefs. Al college ha giocato a football a Texas A&M.

## Carriera professionistica

### Kansas City Chiefs
Considerato uno dei migliori prospetti tra i running back disponibili nel Draft 2012, Gray il 28 aprile fu scelto nel corso del sesto giro dai Kansas City Chiefs. Nella sua stagione da rookie disputò 10 partite, nessuna delle quali come titolare, correndo 7 volte per 44 yard.

## Vittorie e premi
Nessuno

## Statistiche
| Partite totali      | 10 |
| Partite da titolare | 0  |
| Yard su corsa       | 44 |
| Touchdown su corsa  | 0  |

Statistiche aggiornate alla stagione 2012